# 嘌呤类似物
嘌呤类似物（英語：Purine analogues）是一类与嘌呤结构相似的抗代谢物。
主要的嘌呤类似物包括硫唑嘌呤、巯基嘌呤与硫鸟嘌呤等。
- 硫唑嘌呤是主要的免疫抑制剂，被广泛运用于移植术术后免疫排斥反应的控制。它可经非酶促反应分解为6-巯基嘌呤，6-巯基嘌呤也是一种嘌呤类似物，可以抑制DNA的合成。该药物在免疫反应的诱导期阻断淋巴细胞的克隆扩张，对细胞免疫及体液免疫都有效。硫唑嘌呤也可以成功地抑制自體免疫反应的发生。
- 硫鸟嘌呤一般被用于治疗急性白血病并减缓急性粒细胞白血病。
- 氟达拉滨具有阻断多种DNA聚合酶、DNA引发酶和DNA连接酶I的功能且对S期有特异性（因为这些酶在DNA复制时有较高的活性）。
- 喷司他丁与克拉屈滨是腺苷类似物，最初用于治疗毛细胞白血病。

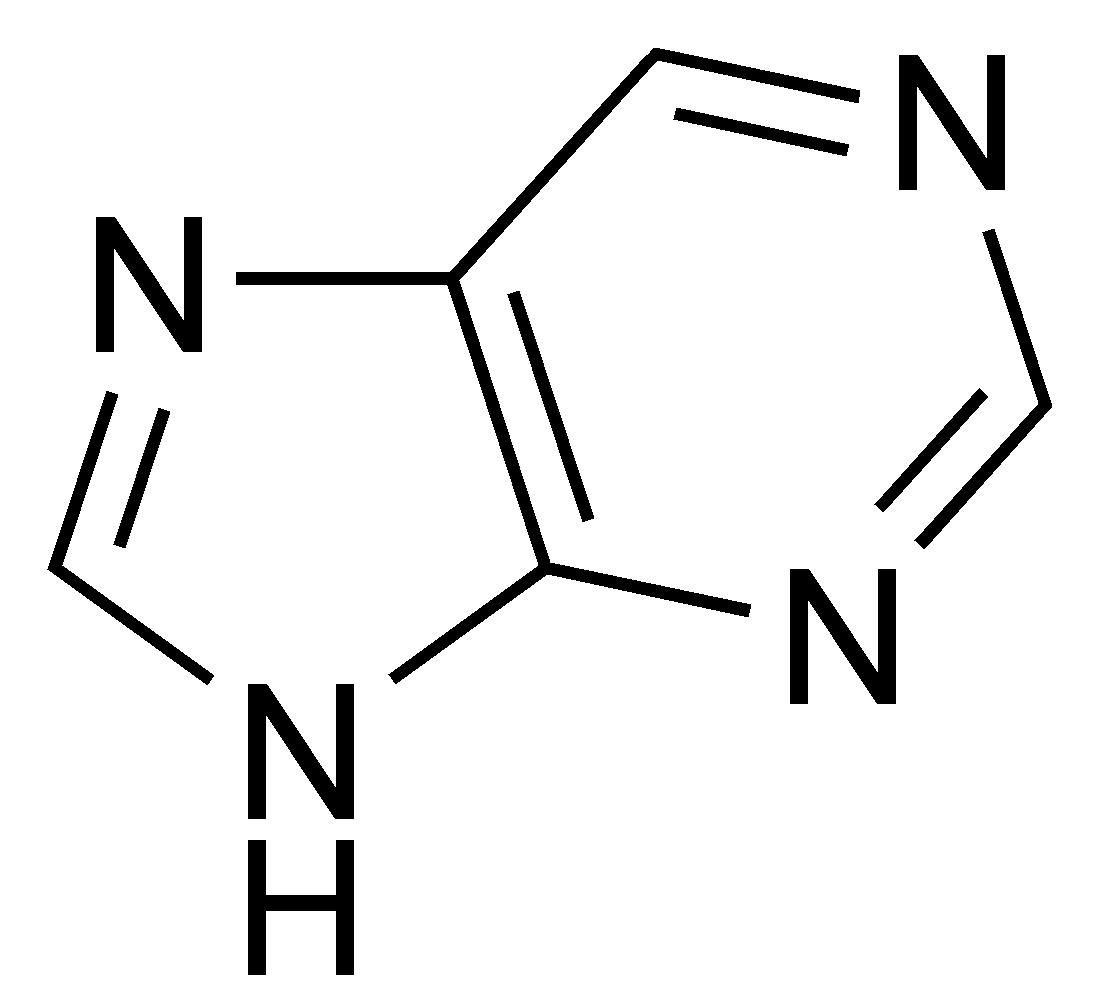
嘌呤
巯基嘌呤
硫鸟嘌呤
氟达拉滨